# اوئانز
شهر اوئانز (به فرانسوی: Wanze) در شهرستان اویی در استان لیئژ در منطقه فدرال والوون در کشور بلژیک واقع شده‌است.